# Fallout 3
Fallout 3 je akcijska RPG videoigra, koju je izdala američka tvrtka Bethesda Softworks. Treći je nastavak izvornog Fallouta. Grafički dosta nalikuje Bethesdinoj prethodnoj igri, The Elder Scrolls IV: Oblivion, s kojom dijeli isti Gamebryo grafički engine.
Igra je izdana 28. listopada 2008. (30. listopada u Europi) za Xbox 360, PlayStation 3 i Windowse.
Radnja igre se odvija 2277. godine, 36 godina nakon Fallouta 2 i 200 godina nakon nuklearnog rata koji je opustošio svijet. Igrač je u ulozi stanovnika atomskog skloništa Vault 101, koji traži svog oca u ruševinama Washingtona. Usput mu pomažu drugi preživjeli, s kojima se bori protiv velikog broja neprijatelja koji obitavaju u pustoši.
Uz klasična obilježja akcijskog RPG-a, Fallout 3 ima i elemente pucačine iz prvog lica te survival horrora.
Fallout 3 je dobio pozitivne recenzije javnosti. Uspoređivan je s igrom BioShock, zbog slične atmosfere. Međutim, kritičari su zamijetili i neke nedostatke, većinom sitne nepreciznosti kod borbe i razne bugove. Prodaja igre je uvelike nadmašila prodaju prethodnih naslova iz serijala.

## Download sadržaj (DLC + Addons)

### Mothership Zeta
Šta je to tajanstveno u vezi sa srušenim NLO-om? Ovaj peti Addon za RPG hit Fallout 3 iz kuće Bethesda odgovara na pitanje.
Isto i u Mothership Zeta (matičnom svemirskom brodu Zeta) počinje sve opet s jednom radio porukom. Ta radio poruka vodi igrača na jedno od najmisterioznijih mjesta u Washington-u: srušenom svemirskom brodu neljudskog porijekla. Mnogo igrača je to mjesto već našlo u Fallout 3. Nakon što igrač instalira Mothership Zeta, biva spriječen brzom dolasku do tog mjesta: Malo koraka do letjelice igrača obuhvaća zraka energije i diže ga u nebo.
Nakon kratke nesvijesti, igrač se budi na svemirskom brodu Zeta, okružen svemircima s velikim očima, mršavim rukama i tri dugačka prsta na svakoj ruci. Oni na igraču počinju raditi sa svakakim alatom. Jasno da to igrač neće dugo dopustiti i tako počinje bijeg sa svemirskom broda Zeta. U toku pustolovine igrač oslobađa druge zarobljenike iz različitih vremenskih perioda: jednog Cowboy-a, jednog Astronauta iz 60-tih godina, jednog bolničara iz vremena Operation Anchorage, jednu malu djevojčicu i čak jednog japanskog samuraja. Ova šareno promiješana družbina mora si naći put u slobodu. To stvara jedan ugodan osjećaj druženja, koji je prisutan do kraja. Osim ako igrač prije ubije svoju družbinu zbog pohlepe prema njihovoj opremi. Mothership Zeta nudi sa svojom "Alien" pričom potpuno novu arhitekturu, opremu i neprijatelje, koji se jako dobro uklapaju u 50-te godine Fallout 3 igre. Nakon završetka Addon-a igrač se može vratiti kada god hoće u komando prostoriju svemirskog broda kako bi dao trgovcu sve predmete i opremu koju je pokupio. Standard problem prethodnih Addon-a je ipak ostao: Lik igrača je toliko moćan da može svakog protivnika u VATS modusu s jednim pogotkom eliminirati. Ipak Bethesda pušta tu i tamo svemirce s energetskim štitom na igrača koji se pokazuju kao tvrdokorni protivnici. Level 30 granica je vezana za Broken Steel Addon, bez ovoga Addon-a se igrač bori s maksimalnim levelom 20 kroz Mothership Zeta.

## Vanjske poveznice
- Službena stranica Fallouta 3
- Duck and Cover Fallout fan site
- No Mutants Allowed Fallout fan site
- The Vault  Fallout wikia
- Fallout 3 FAQ sa stranica No Mutants Allowed